# Huj
Huj (arabisk: هوج) var en palæstinensisk arabisk landsby som lå 15 km nordøst for Gaza. Den er identificeret som de antikke filistres by Oga, men den moderne landsby blev grundlagt af osmannerne i begyndelsen af det 19. århundrede.
Byen lå i en bjergegn på kanten af Negev-ørkenen. Den blev affolket under den arabisk-israelske krig 1948.

## Historie
Byen er identificeret som filistrenes by Oga. Den er kendt for at have været afbildet på Madabakortet fra det 6. århundrede.

### Osmanniske tid
Den moderne landsby Huj blev grundlagt en gang mellem 1818 og 1820 af Mustafa Bey, den osmanniske guvernør i Gaza og Jaffa. Han byggede en politistation for at holde landsbyen sikker og tilbød gratis land for at tilskynde de omliggende beduinstammer til at flytte til området fra Gaza. Huj og omegnen omkring blev domineret af stammerne Jebarat og Wahaideh, hvoraf den sidste deltog i oprøret i 1834 mod det egyptiske styre. Oprøret blev slået ned, og de fleste Wahaideh blev dræbt, fængslet eller tvunget til at dyrke området, mens resten flygtede fra området. I 1838 bemærkede Edward Robinson at husene var bygget af tørrede lersten og at befolkningen var på mellem 2-300, hvor af de fleste levede af at dyrke korn og bage brød.
I 1863 besøgte den franske opdagelsesrejsende Victor Guérin landsbyen. Han beskrev den som en landsby med højst 300 indbyggere. Husene var groft bygget af lersten. Nær brønden, som var meget dyb, lå der nogle få fragmenter af gamle søjler af gråhvid marmor på jorden.
I 1883 beskrev Palestine Exploration Fund's Survey of Western Palestine den som en "lille mudderlandsby på en flad overflade, den har en brønd som er omkring 60 meter dyb. Den hedder "Nebi Huj"".

### Britisk mandatområde
Huj var inddraget i slag mellem osmanniske og britiske styrker i Angrebet ved Huj i 1917. Efter Storbritanniens sejr og etableringen af Mandatområdet i Palæstina ekspanderede Huj mod øst og vest. Vandet kom fra en 60 meter dyb brønd og fra andre brønde i de omkringliggende flodsenge. Indbyggerne dyrkede korn, abrikoser, figner, druer og mandler.
Ved folketællingen i 1922 havde Huj en befolkning på 426, som alle var muslimer, hvilket ved folketællingen i 1931 var vokset til 618, stadig udelukkende muslimer i 118 huse.
I 1945 blev befolkningstallet opgjort sammen med det i den nærliggende jødiske kibbutz Dorot og tilsammen havde de en befolkning på 810 arabere og 230 jøder på et samlet areal af 21.988 dunam, ifølge en officiel undersøgelse af land og befolkning. Heraf brugte araberne  93 dunam til plantager og kunstvandet land, 16.236 til korn, mens de havde 34 dunam bebygget land.
Huj var en landsby som traditionelt havde et venskabeligt forhold til jøderne. I 1946 fandt mænd fra Haganah, som blev forfulgt under en britisk razzia, asyl i blandt indbyggerne. Først efter FN's delingsplan for Palæstina var blevet vedtaget i november 1947 blev forholdet dårligt, og mukhtaren og hans bror blev skudt efter at være blevet anklaget for at være kollaboratører.

### Krigen i 1948
Da den egyptiske hær rykkede frem sydfra, traf Negev-brigaden i slutningen af maj beslutning om at fordrive indbyggerne i Huj, og den 31. maj blev deres huse sprængt i luften og deres ejendomme plyndret mens de selv blev fordrevet til Gazastriben. Lederne af tre kibbutzer – henholdsvis Farda, Gavri og Frisch fra Dorot, Nir-Am og Ruhama – skrev den 4. august et brev til Ben-Gurion, hvor de klagede over den behandling som de lokale arabere havde fået. Mens han ikke personligt greb ind og ikke fordømte hvad der var sket, udtrykte han håb om at IDF ville lytte til deres klage:
"Jeg håber, at hovedkvarteret ville lægge mærke til hvad I siger og undgå sådanne urimelige og ubegrundede handlinger i fremtiden, og vil bringe disse forhold i orden, så vidt det er muligt med hensyntagen til fortiden."
I september 1948 bemærkede tidligere beboere fra Huj, at området ved Huj var roligt og appellerede til Israel om at få lov at vende tilbage. Medlemmer af "Afdelingen for mindretalsforhold" (Shitrit og Shimoni) skrev at indbyggerne fortjente særlig behandling, da de havde været loyale og ikke var flygtet med var blevet fordrevet. Men de israelske militærmyndigheder besluttede ikke at lade landsbyboerne vende tilbage.
I 1998 udgjorde flygtninge fra Huj i Gaza omkring 6.000 mennesker.

## Eksterne kilder
- Welcome to Huj, Palestineremembered.com
- Survey of Western Palestine, Map 20: IAA, Wikimedia commons
- Huj from the Khalil Sakakini Cultural Center